# Archiwum Państwowe w Gdańsku
Archiwum Państwowe w Gdańsku – rozpoczęło działalność w 1901.

## Historia

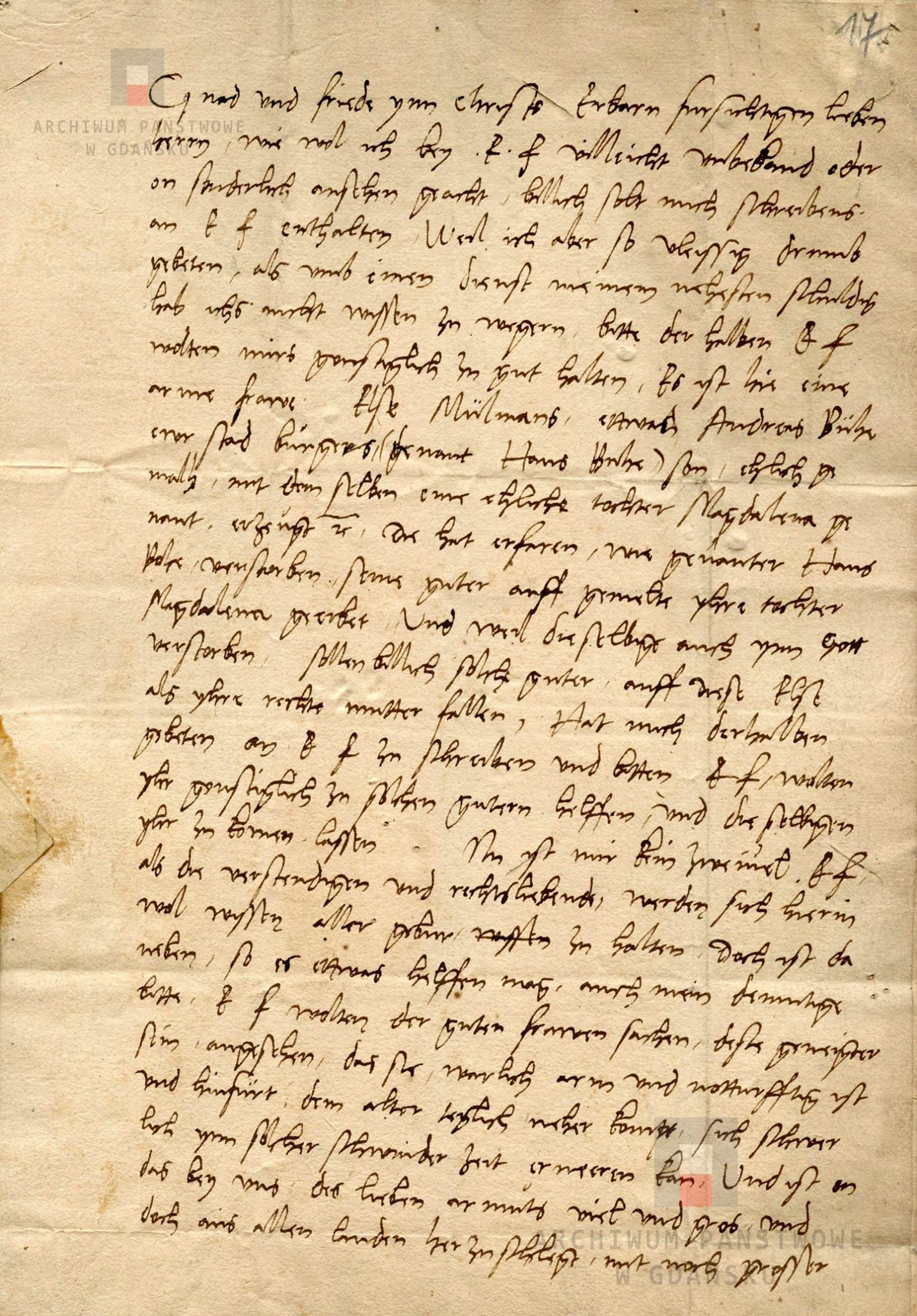
List Marcina Lutra do Rady miasta Gdańska (1532)

Archiwum w Gdańsku rozpoczęło działalność 1 kwietnia 1901 jako Königliche Staatsarchiv für Westpreussen. Początkowo siedziba archiwum mieściła się w Ratuszu, a od 1902 we własnym gmachu przy ul. Hansaplatz (Wałowa). Początkowo zgromadzono zbiory archiwalne z archiwum miejskiego i Archiwum Państwowego w Królewcu (materiały władz administracji państwowej, kościelnej, gospodarczej i sądów). W latach 1918–1939 z powodu nierozstrzygniętej sytuacji prawnej Staatsarchiv der Freien Stadt Danzig (Archiwum Państwowego Wolnego Miasta Gdańska), część akt wywieziono do archiwów w Berlinie, Królewcu i Szczecinie. W marcu 1945 w wyniku działań wojennych spłonął budynek archiwum wraz ze zbiorami, ocalały tylko te zbiory, które wcześniej zostały wywiezione.
17 grudnia 1946 zostało utworzone Archiwum Państwowe w Gdańsku, którego zadaniem było odbudowanie gmachu i odzyskanie wywiezionych zbiorów. W 1950 oddano do użytku odbudowane magazyny, a także w 50% odzyskano zasób Staatsarchiv. W 1952 archiwum przemianowano na Wojewódzkie Archiwum Państwowe w Gdańsku, któremu podlegały archiwa powiatowe. Po zniesieniu powiatów, archiwa powiatowe uległy likwidacji, a ich zasób został przejęty przez archiwum w Gdańsku. W 1983 zmieniono nazwę na Archiwum Państwowe w Gdańsku. Obecnie teren działania archiwum obejmuje powiaty: gdański, kartuski, kościerski, starogardzki i tczewski.
Oddział zamiejscowy w Gdyni
W 1950 utworzono Oddział Powiatowy Archiwum Państwowego w Gdańsku, którego terenem działania były miasta Gdynia i Sopot, a w latach 1951–1955 także powiaty: kościerski, starogardzki i tczewski. 23 marca 1951 utworzono Powiatowe Archiwum Państwowe w Gdyni. Przez długi czas problemem był brak stałej siedziby (archiwum było wielokrotnie przenoszone). W 1976 archiwum zostało przekształcone w Ekspozyturę Wojewódzkiego Archiwum Państwowego w Gdyni. 1 października 1997 został utworzony Oddział Archiwum Państwowego w Gdańsku. Teren działania oddziału obejmuje powiaty: pucki i wejherowski.